# Herb Kętrzyna
Herb Kętrzyna – jeden z symboli miasta Kętrzyn w postaci herbu.

## Wygląd i symbolika
Herb przedstawia na białej tarczy brązowego niedźwiedzia kroczącego w heraldycznie prawą stronę między trzema świerkami rosnącymi na wzgórzu.
Wizerunek ten znajduje się także na fladze miasta.

## Legenda
W okolicach miasta żył niedźwiedź. Jako że niedźwiedź ten czynił wiele szkód wyznaczono nagrodę za jego zabicie. Pewien młodzieniec z Mrągowa podrzucił nieopodal legowiska niedźwiedzia miksturę z miodu i spirytusu. Niedźwiedź wyczuł miód i gdy odnalazł ów trunek od razu wszystko wypił po czym zapadł w głęboki sen. Młodzieniec zabił groźnego niedźwiedzia, obciął mu jedną z łap jako dowód że to on go pokonał i udał się po nagrodę. W tym samym czasie zabitego niedźwiedzia z odciętą łapą znalazła grupka wieśniaków z Kętrzyna. Postanowili że zaciągną niedźwiedzia i ogłoszą, że to oni pokonali „bestię” przywłaszczając sobie obiecaną nagrodę. Na pamiątkę tych czasów i tego zdarzenia w herbie Mrągowa widnieje łapa niedźwiedzia zaś w herbie Kętrzyna miał być niedźwiedź z odciętą jedną z łap, lecz ze względów praktycznych na herbie przedstawiono niedźwiedzia z czterema łapami.